# Arrêt d'urgence (film)
Pour les articles homonymes, voir Arrêt d'urgence.
Pour plus de détails, voir Fiche technique et Distribution.
Arrêt d’urgence est un court métrage de science-fiction de Jean-Jacques Dumonceau, sorti en 2002. Il fait partie des dix films sélectionnés pour le film Zero Un distribué par Luc Besson.

## Synopsis
Seul dans son immense machine robotisée, un pilote (Bruno Solo) traverse une contrée inconnue, lorsqu’il s’aperçoit que son engin se dirige vers un précipice. Il tente par tous les moyens de l’arrêter… de quoi vous dégoûter du tout automatique !

## Fiche technique
- Titre : Arrêt d'urgence
- Titre anglais : Shut Down
- Réalisation : Jean-Jacques Dumonceau
- Scénario : Thierry Ardiller
- Musique : Olivier Lafuma
- Photographie : David Nissen
- Montage : Jean-Jacques Dumonceau
- Production : Marion Transetti
- Société de production : The Sight
- Pays :  France
- Genre : science-fiction
- Durée : 6 minutes
- Dates de sortie : 
  -  France : 2003

## Distribution
- Bruno Solo